# 기오르기 사르달라슈빌리
기오르기 사르달라슈빌리(조지아어: გიორგი სარდალაშვილი, 2003년 5월 26일~)는 조지아의 유도 선수이다. 2024년 하계 올림픽에 조지아 국가대표로 참가했으며 세계 선수권 대회에서 금메달 1개, 동메달 1개, 유럽 선수권 대회에서 금메달 1개를 획득했다.

## 경력
사르달라슈빌리는 2003년 트빌리시에서 태어났다.
2020년 2월 사르달라슈빌리는 튀르키예 안탈리아에서 열린 유소년 유러피언컵 대회 50kg급에서 우승을 차지했다. 이듬해인 2021년 7월  그는 체코 프라하에서 열린 청소년 유러피언컵 60kg급에서 금메달을 차지했다. 같은 해 9월에는 룩셈부르크에서 열린 유럽 주니어 선수권 대회(60kg)에서 준우승을 차지했으며 10월에는 이탈리아 올비아에서 열린 세계 주니어 선수권 대회(60kg)에서 1위를 차지했다. 
2022년 5월에는 스페인 말라가에서 열린 유러피언컵 청소년에서 1위를 차지했다. 이 대회에서 사르달라슈빌리는 스페인의 알레한드로 프리에도 시만카스, 포르투갈의 히카르두 피레스, 플로리안 뵈커, 루이스 바로소 로페스를 모두 한판승으로 꺾었고, 결승전에서는 일본의 쓰지오카 게이지를 절반승으로 꺾었다. 같은 해 6월 그는 조지아 트빌리시에서 열린 그랜드슬램 대회에서 테무르 노자제의 뒤를 이어 2위를 차지했으며 7월에는 크로아티아 자그레브에서 열린 그랑프리 대회에서 일본의 고가 겐키와 함께 동메달을 획득했다.  그는 2라운드부터 출전하여 타지키스탄의 무아마드솔레 쿠바토프를 꺾었다. 이어서 다음 상대인 브라질의 마테우스 타카키를 꺾었다. 또한 8강에서 프랑스의 막심 메를랭에게 절반패를 당한 후, 패자부활전에서 투르크메니스탄의 하크베르디 주마예프를 한판승으로 이겼다. 동메달 결정전에서는 스페인 유도 선수 프란시스코 가리고스를 한판승으로 물리쳤다. 8월에 사르달라슈빌리는 에콰도르 과야킬에서 열린 2022년 세계 주니어 선수권 대회에서 일본의 나카무라 다이키의 뒤를 이어 2위를 차지했다.
2023년 5월 사르달라슈빌리는 카타르 도하에서 열린 2023년 세계 선수권 대회 남자 60kg급에서 대한민국의 이하림과 함께 동메달을 획득했다.
이듬해인 2024년 5월 사르달라슈빌리는 아랍에미리트 아부다비에서 열린 2024년 세계 선수권 대회에 출전했고 남자 60kg급에서 중화 타이베이의 양융웨이를 꺾으며 금메달을 획득했다. 같은 해 7월에는 프랑스 파리에서 열린 2024년 하계 올림픽에 참가했으며 튀르키예의 살리흐 이을드즈와 함께 5위에 올랐다.